# かじき座ガンマ型変光星
かじき座γ型変光星（かじきざガンマがたへんこうせい、英: Gamma Doradus variables）は、A型からF型に分類される主系列の変光星で、典型的には1日程度の複数の周期で変光し、変光の振幅は0.1等級以下である。変光の原因は、重力波モードの非動径振動であると考えられる。変光星総合カタログでは、分類上GDORという略称が用いられる。

## 歴史
かじき座γ型変光星の最初の一歩は、1963年にカズンズらが、喜望峰の王立天文台での観測からかじき座γ星が変光星であると報告したことである。この報告で、かじき座γ星の明るさは、光度一定の恒星の測定誤差を超えるふらつきを示し、変光幅が0.04から0.05等級の不規則変光星ではないかとされた。かじき座γ星の物理的性質は、たて座δ型変光星と近かったが、たて座δ型より低温で、「理由なき変光星」などと言われた。
その後、1970年代にはHD 164615、1990年代になるとぎょしゃ座9番星、HD 111828、HD 224638、HD 224945と、似たような特徴を持つ変光星であるとわかった恒星が増えていった。変光の原因としては、初期には変光周期の制限からおおぐま座W型が提案されたが、変光範囲の不安定さから、食が原因の可能性は低かった。次に、黒点と恒星の自転によるものが疑われたが、観測が進んで変光特性がわかってくると、かじき座γ星、ぎょしゃ座9番星が複数の変光周期を持つことが明らかとなり、また、黒点で観測された変光を再現するには、考えにくい程大きな黒点でなければならないことがわかるなど、黒点説の妥当性が低くなった。光度曲線の形状と複数周期の存在は、脈動が変光の原因であることを想起させたが、似たような特徴を持つたて座δ型変光星と比較すると、明らかになった変光周期は長すぎ、同種の変光星とは思えなかった。変光周期はおよそ1日程度であるため、地上の定点観測では変光特性を詳細に明らかにすることが難しく、世界規模の多地点観測を推進した結果、かじき座γ星の変光は、非動径振動が原因であると結論付けられた。
光度変化、視線速度変化、スペクトル線輪郭変化を調べることで、これらの恒星は、高位、低次の重力波モード非動径振動を起こす脈動変光星であると考えられるようになった。物理量、変光原因が、既存の分類にない共通の特徴を示す恒星の一群が存在することが明らかとなり、同種の変光星の候補も多くみつかってきたことから、1990年代後半に新しい変光星分類として定義することが提唱された。そして、この種の変光星の中で、いち早く変光星であると発見され、見かけの等級が最も明るいかじき座γ星を代表として、「かじき座γ型変光星」と呼ばれるようになった。
地上観測では、国際的な観測網によって漸くかじき座γ型変光星の詳しい変光特性が明らかになったが、宇宙望遠鏡による高精度の連続観測が行われるようになると、観測データは飛躍的に向上した。位置天文衛星ヒッパルコス、星震学衛星MOST、星震学・系外惑星探査衛星COROT、赤外線観測衛星WIRE、系外惑星探査機ケプラーなどが多くの知見をもたらしている。

## 定義

脈動変光星を分類ごとに図示したヘルツシュプルング・ラッセル図。主系列（黒い破線）と不安定帯（赤い破線）が交差する辺りの青で示した領域が、かじき座γ型変光星の分布。

かじき座γ型変光星に分類される変光星の定義は、
- スペクトル型がA7からF5までの主系列星または準巨星
- 高位で低次の重力波モード非動径振動と変光特性が一致する変光星

であることとされている。重力波モード（gモード）は、浮力を復元力とする重力波によって星が振動する現象を表す。gモードが高位・低次というのは、振動を計算するにあたり、星の中心から表面にかけての動径方向で振動の節（面）が多く、表面の水平方向の振動で節線が少ないことを意味する。また、観測データ上で共通する特徴としては、
- 変光（振動）周期が概ね0.4日から3日
- 変光振幅はV等級で0.1等以下

であることも挙げられる。定義には挙げられないが、周期は複数存在するものが一般的である。また、星の振動に伴い、スペクトルの視線速度や吸収線の輪郭も、変光周期に従って変化がみられる。

## 特徴
かじき座γ型星は、中間的な質量の恒星で、金属量が太陽程度だと考えた場合、典型的な質量は太陽質量の1.5から1.7倍程度である。ヘルツシュプルング・ラッセル図上では、たて座δ不安定帯の赤（低温）側端から、更に赤い範囲に集中しており、独特の位置を占める。
かじき座γ型の変光は、散開星団中の変光星の研究から、年齢およそ2.5億年以下の若い恒星だけに現れるとみられ、これはかじき座γ型の変光原因に関わる恒星内部の対流層形成と関係があると考えられる。かじき座γ型星では、多数の薄い対流層が融合して大きな一つの対流圏を形成する、という物理過程が考えられ、多数の薄い対流層は振動モードが高位であることに対応している。
かじき座γ型星の変光振幅には単純な傾向はなく、長期的に振幅が変化する星、極大ごとに振幅が変化する星、振幅が長期にわたり安定している星が混在する。

## 構成天体
かじき座γ型変光星に分類される恒星は、2007年に発表されたカタログで66天体が存在する。主なかじき座γ型変光星には、以下のようなものがある。
| 名称                                 | 等級      | 等級      | 周期 (日) | スペクトル型 | 特記事項                            |
| 名称                                 | 極大      | 極小      | 周期 (日) | スペクトル型 | 特記事項                            |
| ------------------------------------ | --------- | --------- | --------- | ------------ | ----------------------------------- |
| HD 7169 A （カシオペヤ座V1012星）    | 7.68 (B)  |           | 0.5486    | F1 V + G5: V | 連星系                              |
| HD 8801 （アンドロメダ座V529星）     | 6.48 (Hp) | 6.51 (Hp) | 0.40331   | A7 Vm        | Am星 たて座δ型との混合              |
| HD 12901 （くじら座FO星）            | 6.68      | 6.75      | 0.82270   | F0           | 振動モードの次数が判明              |
| HD 19684 A （ペルセウス座V889星）    | 7.26 (B)  |           | 0.34722   | F1           | 連星系                              |
| HD 23874 （おうし座V1243星）         | 8.60 (B)  |           | 0.4432    | F2 V         | 連星系                              |
| かじき座γ星 (HD 27290)               | 4.23      | 4.27      | 0.7570    | F0-F5 V      | 分類の代表星 振動モードの次数が判明 |
| ぎょしゃ座9番星 （ぎょしゃ座V398星） | 4.93      | 5.03      | 1.2582    | F0 V         | 北天最輝星 振動モードの次数が判明   |
| HD 48501 A （おおいぬ座V350星）      | 6.18      | 6.27      | 0.7750    | F2 V         | 振動モードの次数が判明              |
| HD 62454 A （やまねこ座DO星）        | 7.17      |           | 0.62447   | F0           | 連星系                              |
| HD 86358 A （しし座HN星）            | 6.44      | 6.51      | 0.7753    | F0 V + F5: V | 連星系                              |
| HD 100215 A （おおぐま座NY星）       | 7.95      | 8.02      | 0.7564    | F1 V + G0: V | Am星 連星系                         |
| HD 105085 A （かみのけ座MS星）       | 7.85 (B)  |           | 0.6879    | F0 V + G5: V | 連星系                              |
| HD 113867 （かみのけ座MP星）         | 6.86 (Hp) | 6.94 (Hp) | 1.1252    | F0           | 連星系                              |
| HD 160295 A （へびつかい座V2381星）  | 7.77 (Hp) | 7.84 (Hp) | 0.7553    | F0           | 連星系                              |
| HD 167858 A （へびつかい座V2502星）  | 6.61 (Hp) | 6.67 (Hp) | 1.307     | F2 V         | 連星系                              |
| HD 207223 （ペガスス座V372星）       | 6.53 (B)  |           | 2.59381   | F3 V         | 振動モードの次数が判明              |
| HD 209295 A （インディアン座CK星）   | 7.36 (Hp) | 7.44 (Hp) | 0.88547   | A9/F0 V      | 連星系 たて座δ型との混合            |
| HR 8799 （ペガスス座V342星）         | 6.00 (Hp) | 6.06 (Hp) | 0.5053    | A5 V         | うしかい座λ型星                     |
| HD 221866 B （ペガスス座V418星）     | 7.52 (Hp) | 7.56 (Hp) | 1.1416    | A8: Vm+F3: V | Am星 連星系                         |